# Fort Zandberg
Fort Zanderg (ook wel: Groote Raap of Spitsenberg genoemd) is een fort dat werd gebouwd door de Spaansgezinden in 1586. Het vormde het oostelijke eindpunt van de Linie van Communicatie ten Oosten van Hulst. In 1591 werd het Land van Hulst veroverd door de Staatse troepen en werd het fort uitgebreid tot een fort met dubbele gracht en een middenplein waarop een aantal gebouwen verrezen. Hulst werd in 1596 echter weer door de Spaansgezinden ingenomen, om pas in 1645 weer door de Staatse troepen te worden veroverd.
In 1701 werd het fort gemoderniseerd door Menno van Coehoorn. Ook tijdens de Belgische Opstand (1830-1839) was het fort nog bemand.
Het fort was gelegen nabij de huidige buurtschap Krabbenhoek. De buurtschap Zandberg ligt enkele honderden meter ten noorden van het gelijknamige fort.
Ten zuiden van het fort dat een zeegeul die verbonden was met het Spiekerboor, en waar tegenwoordig de nabijgelegen Zandbergse- of Rottekreek en de Vlaamse Kreek nog overblijfselen van zijn. Deze mocht uiteindelijk pas in 1784 worden ingedijkt en kreeg de naam: Nieuw-Kieldrechtpolder. Daartoe werd bij Boerenmagazijn een uitwateringssluis gebouwd die -in geval van oorlogsdreiging- ook als inundatiesluis kon worden gebruikt.
De contouren van het fort zijn nog goed in het landschap te zien.